# هوستون ديفيس
هوستون ديفيس (بالإنجليزية: Houston Davis)‏ هو كاتب أغاني أمريكي، ولد في 15 ديسمبر 1914 في تاهليكوا في الولايات المتحدة، وتوفي في 15 نوفمبر 1987 في جاكسون في الولايات المتحدة.